# Robert Ripa
Robert Ripa de son vrai nom Hector Ripa, né à Marseille le 13 avril 1920 et mort dans la même ville le 6 février 2005 est un chanteur et acteur français.

## Biographie
Ce Marseillais, issu d’une famille d’origine italienne et apparenté à Fernandel, se fait notamment connaître dans la chanson durant les années 1950 avec le tango Papa Noël de José Padilla et en reprenant un succès d’Yves Montand, Mon pot' le gitan. Sa chanson Les Arbres d'Aubervilliers remporte le Coq de la chanson française en 1959, mais il deviendra célèbre dans les années 1960 grâce à son interprétation dramatique de Magali, chanson de Robert Nyel, partiellement écrite en provençal cher à Frédéric Mistral. Il se fait aussi parolier à l’occasion : Avant toi, musique d’André Lutereau (1964) et Moi seul, musique de Luigi Tenco…
En tant qu’acteur, il tiendra des petits rôles essentiellement dans des fictions télévisées après avoir débuté au cinéma dans Montparnasse 19 de Jacques Becker  (1958).

## Discographie sélective

### Années 1950
- Un moment avec Robert Ripa : super 45 tours – Disques Vogue :
1. Tu le savais (paroles de Georges Bérard et musique de Claude-Henri Vic) — 2. Oh Bessie (paroles de Georges Bérard et musique de Claude-Henri Vic) — 3. Mon pot' le gitan (paroles de Jacques Verrières et musique de Marc Heyral) — 4. La Nina de fuego
- Robert Ripa chante Paris : super 45 tours – Disques Vogue :
1. Paris se regarde (paroles et musique de Francis Lemarque) — 2. Mon p’tit voyou (paroles et musique de Léo Ferré) — 3. Bonjour Paris (paroles de Francis Carco et musique de Joseph Kosma, du film M'sieur la Caille d'André Pergament, 1955) — 4. La Rue Saint-Jacques (paroles de Pierre Mac Orlan et musique de V. Marceau)
- La mome Kiki 45 tours – Disques Vogue SP 7166 et 7167 :
1. La mome Kiki (Fontenoy, Castel)— 2. Sa casquette (Guy Magenta,  Fernand Bonifay)
- Qui c’est-y ? (1957) : super 45 tours – Disques Vogue EPL 7339 :
1. Qui c’est-y ? — 2. La Bague à Jules (paroles de Jamblan et musique d’Alec Siniavine) — 3. Trop galant — 4. Le Bal des truands
- Mais qu’est-ce qu’il a : super 45 tours – Disques Vogue EPL 7781 :
1. Mais qu’est-ce qu’il a (paroles et musique de Jil et Jan) — 2. Matteo (paroles de Raymond Mamoudy et musique de Marc Heyral) — 3. José de Catalogne (paroles de Pierre Louki et musique de Marc Heyral) — 4. Monsieur le baron (paroles de Raymond Mamoudy et musique de Jean Bernard)
- Sous le moulin d’Alphonse : super 45 tours – Disques Vogue EPL 8300 :
1. Sous le moulin d’Alphonse — 2. Le Cul du berger (paroles de Raymond Mamoudy et musique d’Armand Gomez) — 3. Entre Rhône et Durance (paroles de Robert Nyel et musique d’Armand Gomez) — 4. Jojo la treille

### Années 1960
- Rengaine ta rengaine (1961) : super 45 tours – Disques Ricordi EP 45 S 171 :
1. Rengaine ta rengaine (paroles de Jean Dréjac et musique de Philippe-Gérard) — 2. Dans ce bal-là — 3. Le Temps — 4. Le Crédo des amants
- Mémère : super 45 tours – Disques Ricordi EP 45 S 192 :
1. Mémère — 2. Mon Midi à Paris (paroles de Michel Rivgauche et musique de Philippe-Gérard) — 3. Napoléon IV (paroles et musique de Jean Ferrat) — 4. Ils jouaient de la trompette
- 4 Tangos : super 45 tours – Disques Ricordi EP 45 S 216 :
1. Il est revenu le tango — 2. Tango baratin — 3. Internacional tango — 4. Baby tango
- Magali (1962) : super 45 tours – Disques Ricordi EP 45 S 218 :
1. Magali (paroles de Robert Nyel et musique de Gaby Verlor) — 2. Si tu savais (paroles de Raymond Mamoudy et musique de Marcel Rossi) — 3. Maria-des-grèves (paroles de Raymond Mamoudy et musique de Marcel Rossi) — 4. Où est passé le temps (paroles de Raymond Mamoudy et musique de Jean Bernard)
- Fanny (1962) : super 45 tours – Disques Ricordi 45 S 235 :
1. Fanny (paroles de Raymond Mamoudy et musique d’Armand Gomez) — 2. On entend les tambours (paroles d’Annette Kopelman et musique d’Yves Gilbert) — 3. Il faut (paroles de Pierre Saka et musique de Jean Bernard) — 4. Lorsque Django jouait (paroles de Guy Bertret et musique de Robert Chaput)
- Les mirettes : super 45 tours - Disques Vogue EPL 7.601 : Les mirettes (Varnay / Heyral) - Départ (Jil et Jan / Heyral) - Si à Paris (R. Nyel / G. Verlor) - Chanson pour demain (Pelletier / Tholoze)
- C’était un homme libre : super 45 tours – Disques Ricordi 45 S 243 :
1. C’était un homme libre (paroles de Raymond Mamoudy/Francis Lemarque et musique de Marc Heyral) — 2. Tout le bien, tout le mal (paroles et musique de Francis Lemarque) — 3. L’Espoir (paroles de Raymond Mamoudy et musique de Marc Heyral) — 4. Toi qui l’a dit (paroles de Pierre Delanoë et musique de Pierre Dorsay)
- Robert Ripa, compilation 33 tours 30 cm – Disques Vogue. Tracklisting :

1. Magali, paroles de Robert Nyel et musique de Gaby Verlor
2. La Foule, adaptation française par Michel Rivgauche de Que nadie sepa mi sufrir, musique d'Ángel Cabral
3. Mon pot' le gitan, paroles de Jacques Verrières et musique de Marc Heyral
4. Fanny, paroles de Raymond Mamoudy et musique d’Armand Gomez
5. Les Arbres d’Aubervilliers, paroles de Pierre Havet et musique d’André Lutereau, Coq de la chanson française 1959
6. Un p’tit coup d’bastringue, paroles et musique de Janine Bertille
7. Les Gitans, paroles de Pierre Cour et musique d’Hubert Giraud
8. Sa casquette, paroles de Fernand Bonifay et musique de Guy Magenta
9. José de Catalogne, paroles de Pierre Louki et musique de Marc Heyral
10. Fais pas l’malin, paroles de Louis Poterat et musique de Charles Dumont
11. Moi seul, paroles de Robert Ripa et musique de Luigi Tenco
12. Les Mirettes, paroles de Roger Varnay et musique de Marc Heyral

### Compilation CD
- Magali, compilation 26 titres, 1 CD Marianne Mélodie 7857.147[3]. Tracklisting :

1. Mon pot' le gitan, paroles de Jacques Verrières et musique de Marc Heyral
2. Le Jour
3. Oh Bessie, paroles de Georges Bérard et musique de Claude-Henri Vic
4. Tu le savais, paroles de Georges Bérard et musique de Claude-Henri Vic
5. À moi d'payer, paroles d'André Coffrant et musique de Sidney Bechet, du film Série noire de Pierre Foucaud (1955)
6. Paris se regarde, paroles et musique de Francis Lemarque
7. Mon p'tit voyou, paroles et musique de Léo Ferré
8. La Rue Saint-Jacques, paroles de Pierre Mac Orlan et musique de V. Marceau
9. Bonjour Paris, paroles de Francis Carco et musique de Joseph Kosma, du film M'sieur la Caille d'André Pergament (1955)
10. Le Petit Bistrot de papa, paroles de Jean Guigo et musique d'André Lodge
11. Fais pas l'malin, paroles de Louis Poterat et musique de Charles Dumont
12. Paulo, paroles de Maurice Vidalin et musique de Jacques Datin
13. La Môme Kiki, paroles de Serge Castel et musique de Marc Fontenoy
14. Zon, zon, zon, paroles de Maurice Vidalin et musique de Jacques Datin
15. Sa casquette, paroles de Fernand Bonifay et musique de Guy Magenta
16. Je n'sais pas danser, paroles d'Edmond Meunier et musique de Claude Rolland
17. La Foule, adaptation français par Michel Rivgauche de Que nadie sepa mi sufrir, musique d'Ángel Cabral
18. Ma vieille branche, paroles et musique de Léo Ferré
19. Monsieur le baron, paroles de Raymond Mamoudy et musique de Jean Bernard
20. Les Mirettes, paroles de Roger Varnay et musique de Marc Heyral
21. La Java des repentis, paroles d'André Maheux et musique de Gérard Calvi
22. Mais qu'est-ce qu'il a, paroles et musique de Jil et Jan
23. Mattéo, paroles de Raymond Mamoudy et musique de Marc Heyral
24. La Bague à Jules, paroles de Jamblan et musique d’Alec Siniavine
25. Magali, paroles de Robert Nyel et musique de Gaby Verlor
26. Si tu savais, paroles de Raymond Mamoudy et musique de Marcel Rossi

## Filmographie sélective
- 1957 : Ah ! Quelle équipe de Roland Quignon : Mario
- 1958 : Montparnasse 19 (Les Amants de Montparnasse) de Jacques Becker : Marcel
- 1977 : Ne me touchez pas... de Richard Guillon : n/a
- 1979 : Les Enquêtes du commissaire Maigret, épisode : Liberty Bar de Jean-Paul Sassy
- 1989 : Doux amer de Franck Apprederis : le père d'Anne
- 1990 : Plein fer de Josée Dayan : Léon
- 1992 : Le Moulin de Daudet de Samy Pavel : le curé de Cucugnan
- 1992 : Absolutely Fabulous, série télévisée britannique, épisode Vacances en Provence (saison 1) : le maire

## Théâtre
- 1963 : Cristobal le Magnifique opérette, musique Francis Lopez, livret Raymond Vincy, mise en scène Guy Lauzin, Théâtre de l'Européen

## Publications
- Robert Ripa, Les Étrangers des maisons-basses, roman, Éditions Jeanne Laffitte, Marseille, 1977  (ISBN 9782862760018)
- Robert Ripa, À l'ombre ou au soleil, contes, poésies et chansons de Provence (éditeur et année de parution inconnus)